# Honschaft Hetterscheidt
Die Honschaft Hetterscheidt, auch in der Schreibweise Hetterscheid, war vom Mittelalter bis in das 19. Jahrhundert hinein eine von 14 Honschaften im Landgericht Homberg des Amtes Angermund im Herzogtum Berg. Das Gebiet der Honschaft liegt heute in der nordrhein-westfälischen Stadt Heiligenhaus im Kreis Mettmann.
Im Zuge einer Verwaltungsreform innerhalb des Großherzogtums Berg wurde 1808 die Bürgermeisterei Velbert gebildet und die Honschaft bildete im 19. Jahrhundert daraufhin eine der unteren Verwaltungseinheiten im ländlichen Außenbezirk der bergischen Bürgermeisterei im Kreis Elberfeld des Regierungsbezirks Düsseldorf innerhalb der preußischen Rheinprovinz.
Laut der Statistik und Topographie des Regierungsbezirks Düsseldorf von 1832 gehörten zu der Honschaft die Ortschaften und Wohnplätze Auf'm Scheidt, Hinüber, Oberlaubach, Teneicken sowie Zum Hof.
Das Gemeindelexikon für die Provinz Rheinland listet die Ortschaften und Wohnplätze 1888 detailliert auf: Abtsküche, Alte Höhe, Alte Kuhle, Altena, Am Berg, Am kleinen Schänzchen, Am Strauch, Birkenbaum, Blumendahl, Bollenberg, Brangenbusch, Breitenweg, Brügel, Brunzhaus, Bruzheide, Buntenkothen, Buschkothen, Dickenhaus, Ehemannshaus, Eichholz, Einloos, Einlooserpütt, Einlooskämpchen, Farbhaus, Feldchen, Führkothen, Gellenkothen, Hessenbleck, Hetterscheider Schule, Hinüber, Hochstraße, Höfken, Holzsiepen, Hernscheidt, Hülsen, In der Kofe, Insel, Kämpchen, Kirkskothen, Klein Kothen, Konnertz, Konnertzhäuschen, Konnertzheide, Kremerskothen, Krone, Kronenberg, Krückertskothen, Küppers, Kusen, Lieversheide, Lilie, Neuenteich, Neues Heidchen, Ober Kolven, Ober Laubach, Otterbeck, Pastorat, Pütt, Pütterhöhe, Rodenberg, Roland, Schänzchen, Scheidt, Schmalenpinn, Schuldtshof, Schürhof, Siepken, Sprung, Steinberg, Steinhaus, Striepen, Strötershäuschen, Strückerschule, Tackenberg, Tenneicken, Weinberg, Wolterskothen und Zum Hof.
Seit 1846 bildete die Bürgermeisterei Velbert eine Gemeinde gemäß der Gemeinde-Ordnung für die Rheinprovinz vom 23. Juli 1845. Am 23. Oktober 1856 wurde der Gemeinde Velbert die Rheinische Städteordnung verliehen. Hetterscheid wurde zusammen mit den alten Honschaften Hasselbeck, Isenbügel, Leubeck, Oefte und Tüschen am 1. April 1897 aus der Stadt Velbert herausgelöst und Teil der neuen Landgemeinde Heiligenhaus. Heute ist Hetterscheidt eine der fünf Gemarkungen von Heiligenhaus.